# Lijst van burgemeesters van Wervershoof
Dit is een lijst van burgemeesters van de voormalige Nederlandse gemeente Wervershoof in de provincie Noord-Holland.
| Ambtsperiode                       | Naam burgemeester                 | Partij of stroming | Bijzonderheden |
| ---------------------------------- | --------------------------------- | ------------------ | -------------- |
| 1817 - 1843                        | Jacob Ruijter                     |                    |                |
| 1843 - 1859                        | Arien Koopman                     |                    |                |
| 1859 - 1877                        | Klaas Koopman                     |                    |                |
| 1877 - 1912                        | Jacob Koopman                     |                    |                |
| 1913 - 1923                        | Arie (A.) Slot                    |                    |                |
| 1923 - 1957                        | Klaas (N.J.H.) Raat (1892-1965)   |                    |                |
| 1 mei 1957 - 1964                  | Jan (J.C.) Molenaar               | KVP                |                |
| 16 december 1964 - 1 augustus 1969 | Jan (J.A.M.) Reijnen              | KVP                |                |
| 1 december 1969 - 1 juni 1975      | Aad (A.J.) Vlaar                  | KVP                |                |
| 1 januari 1976 - 1 mei 1990        | Han (J.B.M.) Meijer               | KVP / CDA          |                |
| 1 december 1990 - 1 juni 2000      | Henk (H.P.) Wokke                 | CDA                |                |
| 1 juli 2000 - 15 februari 2004     | mw. Hanneke (J.M.) van Wel-Karbet | CDA                | waarnemend     |
| 15 februari 2004 - 1 januari 2011  | Floris (F.) Vletter               | VVD                |                |

Per 1 januari 2011 werden de gemeenten Wervershoof, Andijk en Medemblik samengevoegd tot de gemeente Medemblik.